# Mitragyna speciosa

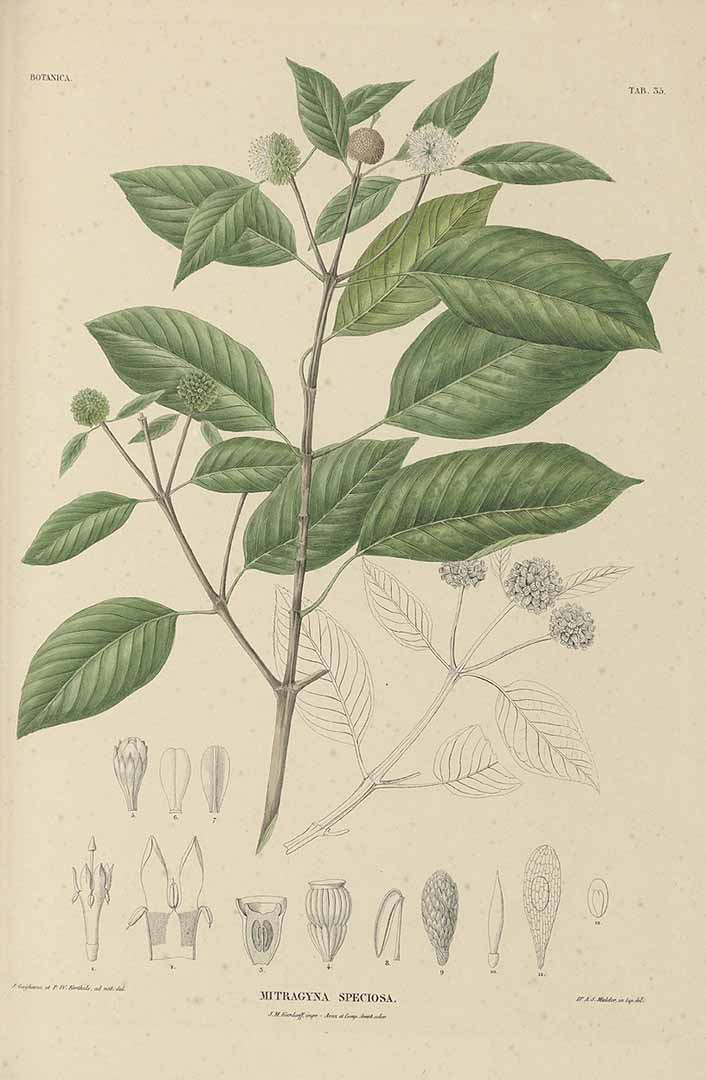
Mitragyna speciosa na ilustraci z 1. poloviny 19. století

Mitragyna speciosa je druh rostliny z čeledi mořenovité. Je to tropický strom se vstřícnými jednoduchými listy a žlutavými květy v kulovitých květenstvích. Plodem jsou drobné tobolky v kulovitém plodenství. Strom se vyskytuje v nížinných tropických deštných lesích Indočíny a jihovýchodní Asie.
Ze sušených listů se v Indočíně a jihovýchodní Asii po staletí získává psychoaktivní sušina známá nejčastěji pod thajským názvem kratom. Hlavními účinnými látkami jsou indolové alkaloidy, zejména mitragynin a 7-hydroxymitragynin. V závislosti na použitém množství je účinek kratomu buď stimulující, nebo euforický a tlumící. Kratom se tak často používá na tlumení mírné až středně silné bolesti. Kratom je atypický opioid, od známých opioidů se ale podstatně liší. Pravidelné užívání může vést k vytvoření tolerance a mírné až středně silné fyzické i psychické závislosti. Užívání a prodej kratomu nejsou v České republice zakázány, ale vláda navrhuje regulaci této látky. V některých zemích (primárně asijských) však je na seznamu regulovaných látek.

## Popis rostliny
Mitragyna speciosa je v období sucha krátce opadavý nebo za určitých podmínek i stálezelený strom, dorůstající výšky okolo 25 metrů, většinou však podstatně nižší. Kmen dosahuje tloušťky asi 60 až 100 cm. Borka je hladká, šedá až šedohnědá, vnitřní kůra je narůžovělá. Mladé větévky jsou tupě čtyřhranné. Listy jsou sytě zelené, jednoduché, vstřícné, řapíkaté, papírovité až lehce kožovité, s kopinatými, interpetiolárními, 2 až 4 cm dlouhými palisty. Čepele listů jsou eliptické, vejčité nebo obvejčité, 5 až 17 cm dlouhé a 3 až 12 cm široké, se zaokrouhlenou až srdčitou bází, na vrcholu špičaté, oboustranně lysé nebo na rubu trochu chlupaté. Žilnatina je zpeřená, bělavá nebo načervenalá, tvořená 11 až 17 páry postranních žilek. Na rubu čepele jsou v paždí žilek domatia, pokrytá bledými chlupy. Řapík je 2,5 až 5 cm dlouhý. Mladé listy (zejména střední žilka, někdy i palisty) bývají načervenalé.
Květy jsou oboupohlavné, pětičetné, uspořádané ve vrcholových, stopkatých, kulovitých, mnohakvětých hlávkách uspořádaných ve trojicích. Květenství mají 15 až 25 mm v průměru. Mezi květy jsou 4 až 6 mm dlouhé listeny. Kalich je někdy narůžovělý, s asi 2 mm trubkou a dlouhými laloky. Koruna je smetanově až žlutavě bílá, stářím tmavnoucí do sytě žluté, nálevkovitá, uvnitř korunní trubky chlupatá. Tyčinek je pět, mají krátké nitky a jsou přirostlé při ústí korunní trubky. Semeník obsahuje 2 komůrky s mnoha vajíčky. Plodem je 7 až 9 mm dlouhá tobolka s vytrvalým kalichem. Plody jsou uspořádané v kulovitém plodenství o průměru 20 až 30 mm. Semena jsou drobná, asi 1 mm dlouhá, s krátkými papírovitými křídly na obou koncích.

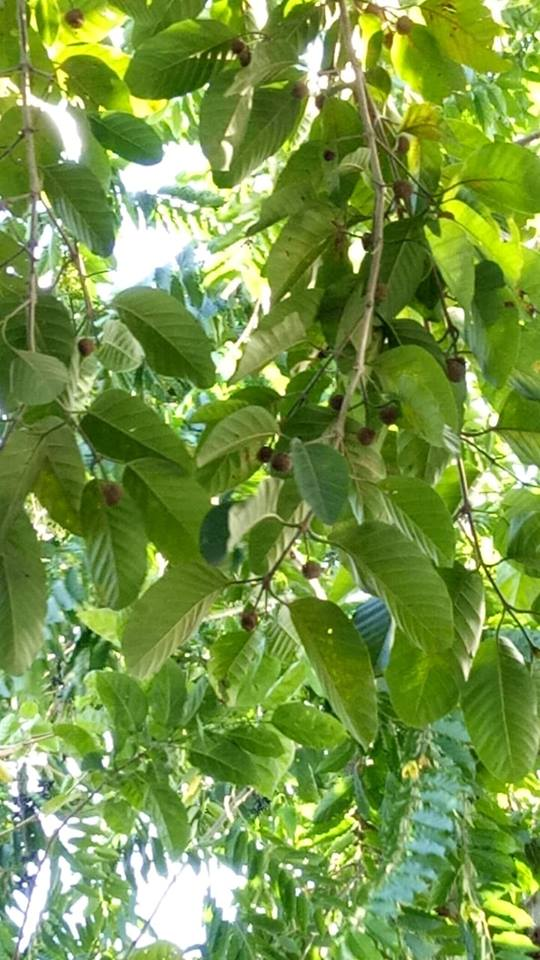
Větve M. speciosa s odkvetlými květenstvími
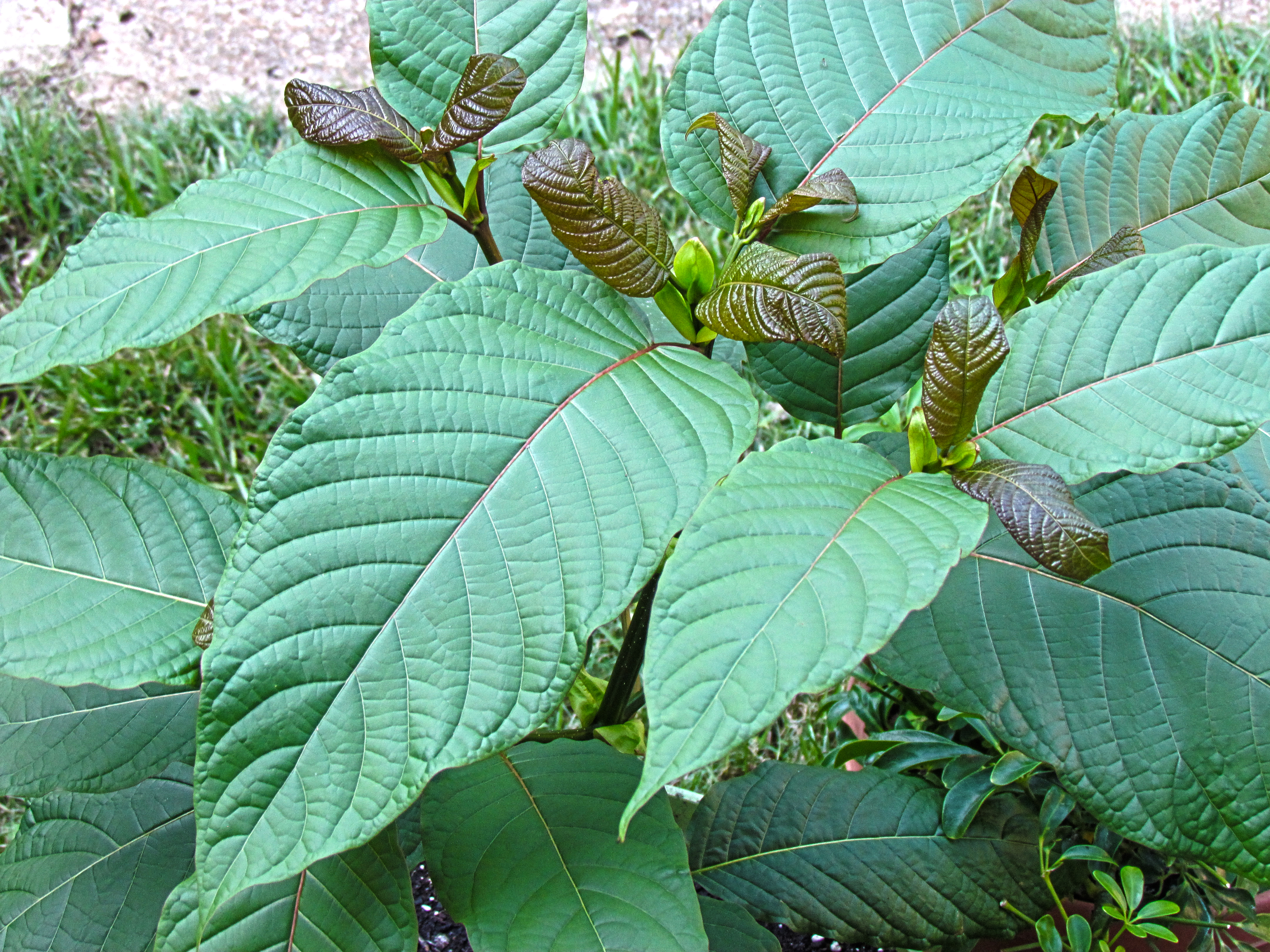
Listy M. speciosa
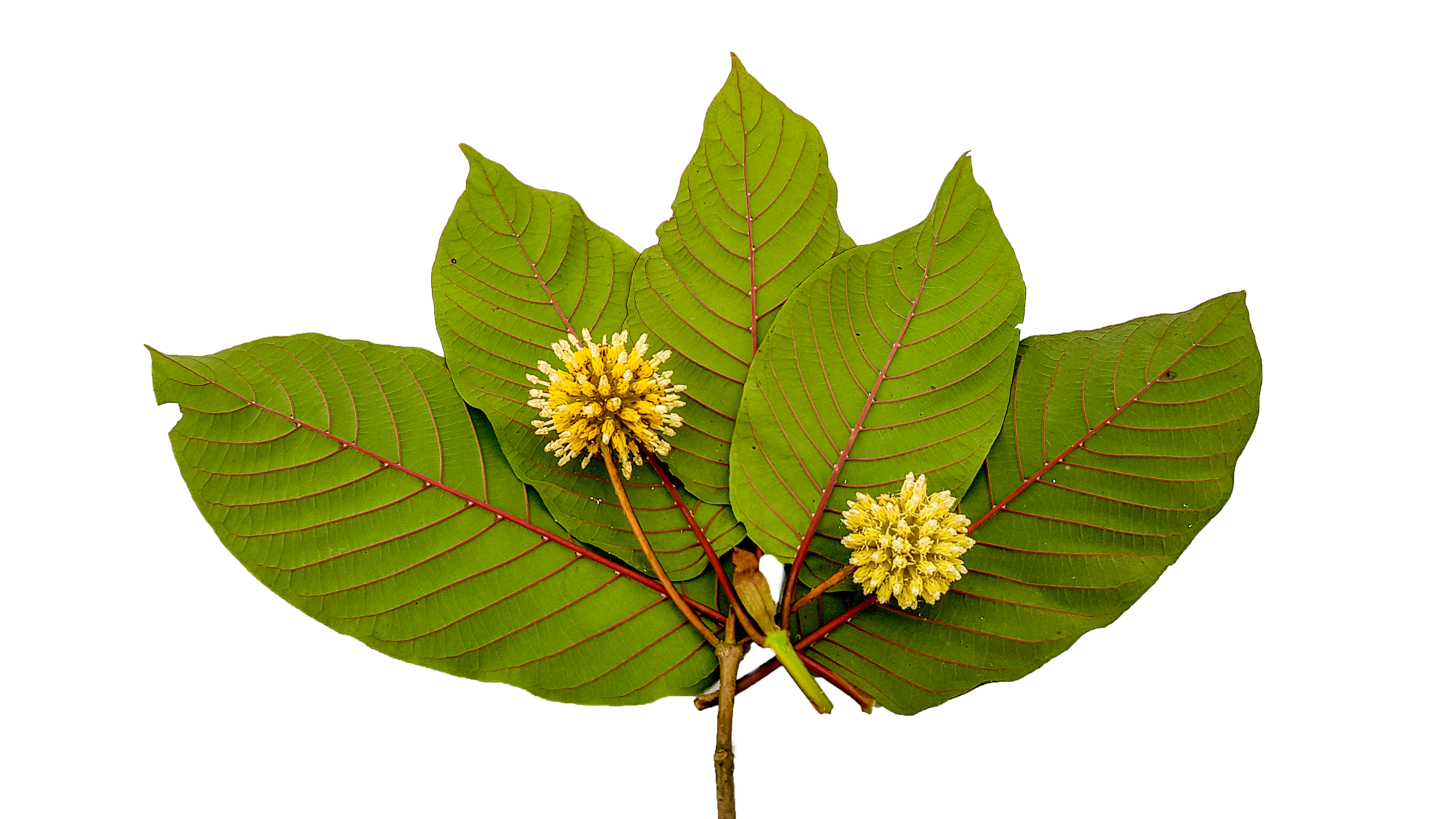
Listy a květenství M. speciosa

## Rozšíření
Druh se přirozeně vyskytuje v tropické Asii od Indočíny (Thajsko, Kambodža) přes jihovýchodní Asii (Malajský poloostrov, Sumatra, Borneo, Filipíny) po Novou Guineu. Strom je pěstován také v jižním Vietnamu a jv. Myanmaru. Roste jako součást nížinných tropických deštných lesů a bažinatých lesů v nadmořských výškách do 200 metrů, často jako pionýrská dřevina na podmáčených místech podél pomalých vodních toků. Je též odolný vůči dočasnému zaplavení.

## Ekologické interakce
O opylování a šíření semen tohoto druhu nejsou dostupné žádné informace. Druh je v tropické Asii živnou rostlinou housenek lišaje Cephonodes hylas a můry Dysaethria quadricaudata z čeledi kometovití (Uraniidae). Tyto druhy někdy způsobují rozsáhlé škody na olistění.

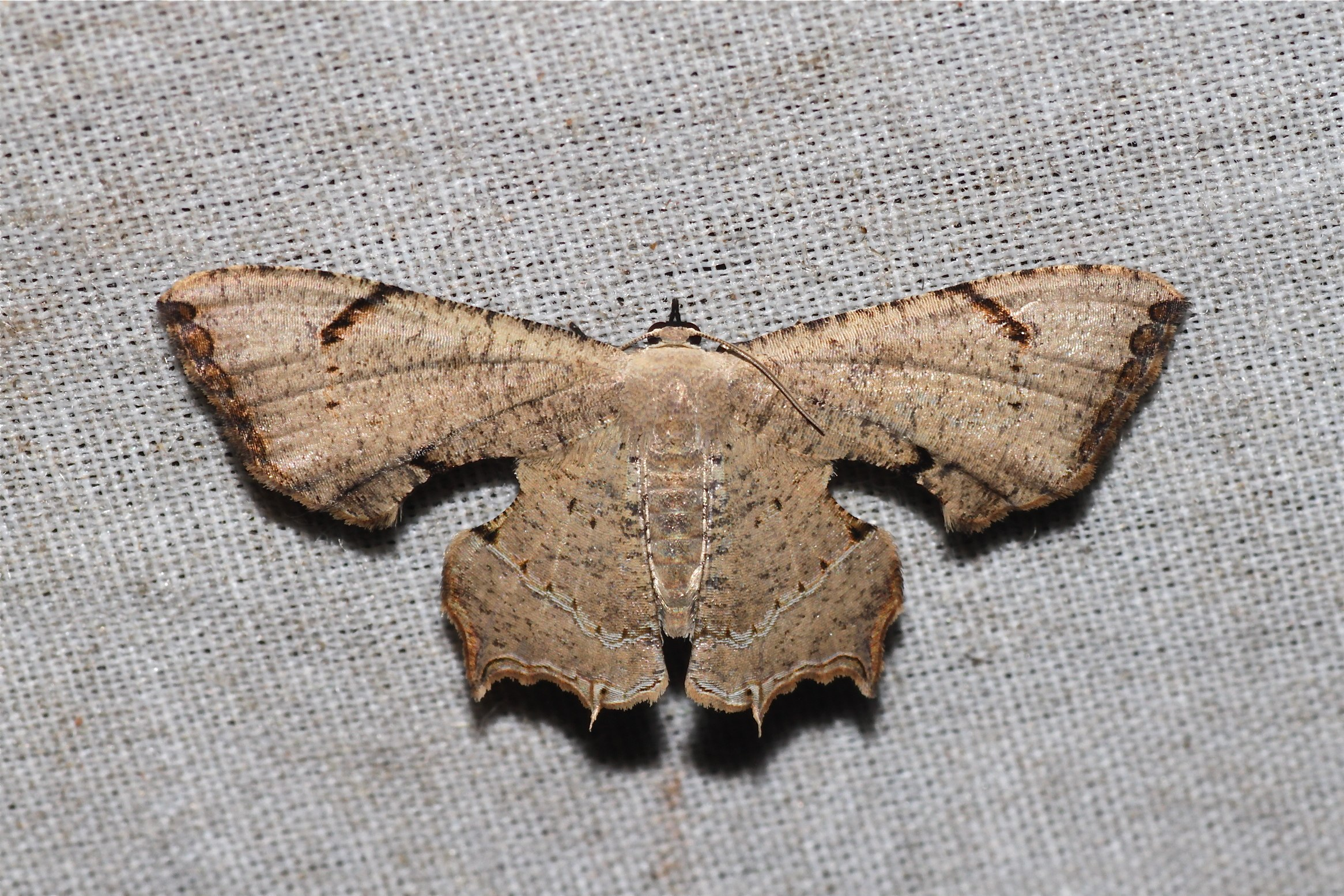
Můra Dysaethria quadricaudata
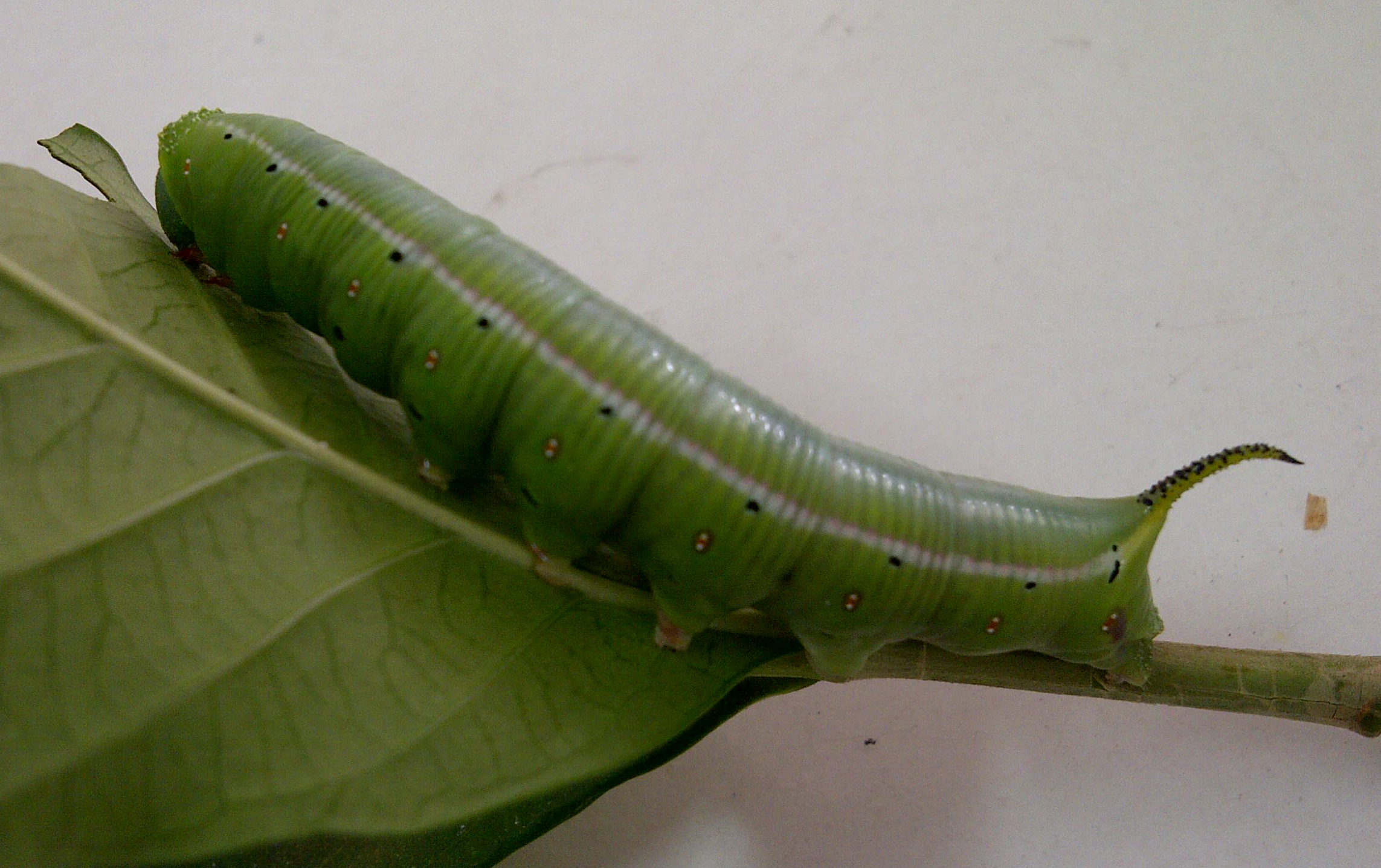
Housenka lišaje Cephonodes hylas
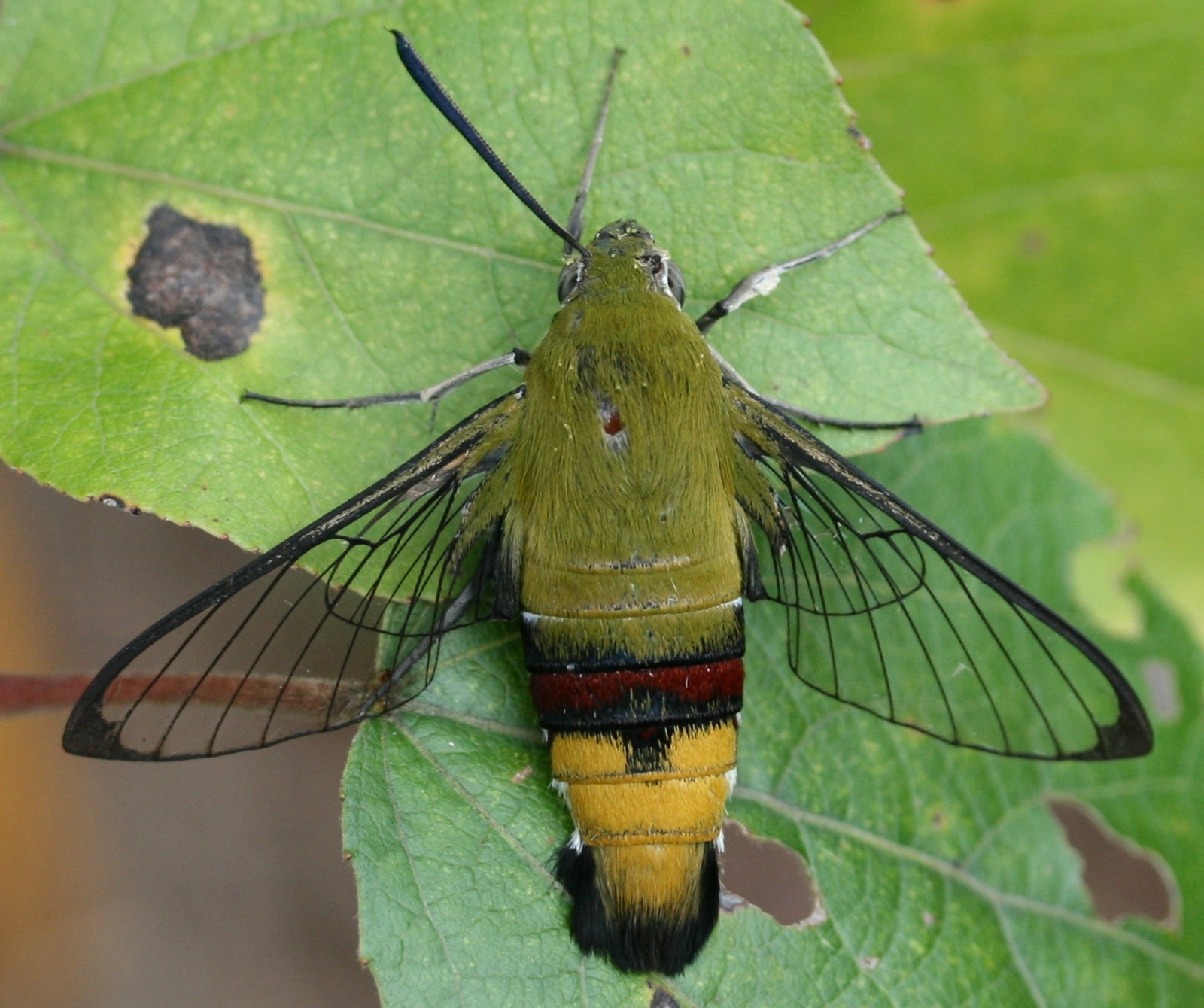
Lišaj Cephonodes hylas

## Místní názvy
Produkty z rostliny, dovážené do Evropy či USA, jsou ponejvíce známy pod thajským názvem kratom. Podle jazykovědců pochází toto slovo ze sanskrtu a je odvozeno od slova kadam, jímž se označuje příbuzná a podobná rostlina z čeledi mořenovité, Neolamarckia cadamba, která náleží mezi posvátné rostliny hinduistů. Obdobné názvy se používají i pro další příbuzné druhy, pocházející z dané oblasti. V asijských zemích je kratom znám pod rozličnými místními názvy: u různých etnik v Indonésii se nazývá kadamba, puri nebo keton, v Malajsii biak, biak-biak, ketum, kutum, pokok biak, pokok ketum nebo sepat, v Myanmaru beinsa či bein-sa-ywat, na Filipínách mambog, lugub nebo polapupot, v Thajsku ithang thom, bai krathom, gratom, kakaum, katawn, krathawm, kratom nebo kraton, ve Vietnamu giam d[ef]p či giam l[as] nh[or].

## Historie
Rostlina je od nepaměti využívána v Indočíně a jihovýchodní Asii v místní medicíně a jako stimulans. První známá písemná zmínka o rostlině pochází z roku 1836, kdy plukovník James Low (1791–1852) zaznamenal v Malajsii používání listů kuřáky opia jako náhražky při nedostatku této drogy.
Pro vědu druh poprvé zaznamenal nizozemský botanik Pieter Willem Korthals (1807–1892), který pracoval mezi lety 1830 a 1837 pro nizozemskou Východoindickou společnost na Malajském poloostrově. Korthals publikoval druhové jméno Mitragyna speciosa, protože však chyběl popis druhu, bylo později jméno prohlášeno za neplatné (tzv. nomen nudum). Později tentýž autor přesunul druh do rodu Stephegyne a další autoři následně do rodu Nauclea. Při revizi rodu Nauclea jej v roce 1897 George Darby Haviland přesunul zpět do rodu Mitragyna a jméno Mitragyna speciosa platně publikoval.

## Obsahové látky a jejich působení
V rostlině bylo zjištěno více než 40 různých, strukturně příbuzných látek ze skupiny indolových alkaloidů, z nichž významný účinek má zejména mitragynin a 7-hydroxymitragynin. Tyto alkaloidy mají podobnou strukturu jako yohimbin z bujarníku Pausinystalia yohimbe, řazeného do stejné čeledi. Paleta obsahových látek je však širší, mimo alkaloidů rostlina obsahuje i různé flavonoidy, terpenoidní saponiny, polyfenoly a glykosidy.
Alkaloidy tvoří celkem asi 0,5 až 1,5 % hmotnosti listové sušiny. Obsah a složení alkaloidů dosti kolísá zejména v závislosti na varietě, stáří a původu rostliny. Rostliny s bělavou žilnatinou listů jsou obecně považovány za silnější než ty s červenými žilkami. Hlavní podíl má u dospělých rostlin mitragynin, který u typického materiálu z Thajska představuje asi 66 % z obsažených alkaloidů. U rostlin z Malajsie je jeho obsah nižší (asi 12 % z celkového obsahu alkaloidů). V listech mladých rostlin je složení alkaloidů značně odlišné. Mitragynin je v nich přítomen pouze ve stopových množstvích (a v kůře stonku a kořenů vůbec), naopak byly zjištěny některé alkaloidy, které dospělé rostliny již neobsahují.
Typická koncentrace, zjištěná v klasickém materiálu dováženém do Japonska, se pohybuje v rozmezí 12–21 mg/g mitragynu a 0,11–0,39 mg/g 7-hydroxymitragyninu v sušených či mletých listech. V pryskyřici se obsah pohybuje v rozmezí 35,6–62,6 mg/g, resp. 0,12–0,37 mg/g. V nápojích, známých v Malajsii jako ketum, byl zjištěn obsah asi 22–25 mg mitragyninu na čtvrtlitrovou sklenici.

Mitragynin
7-hydroxymitragynin
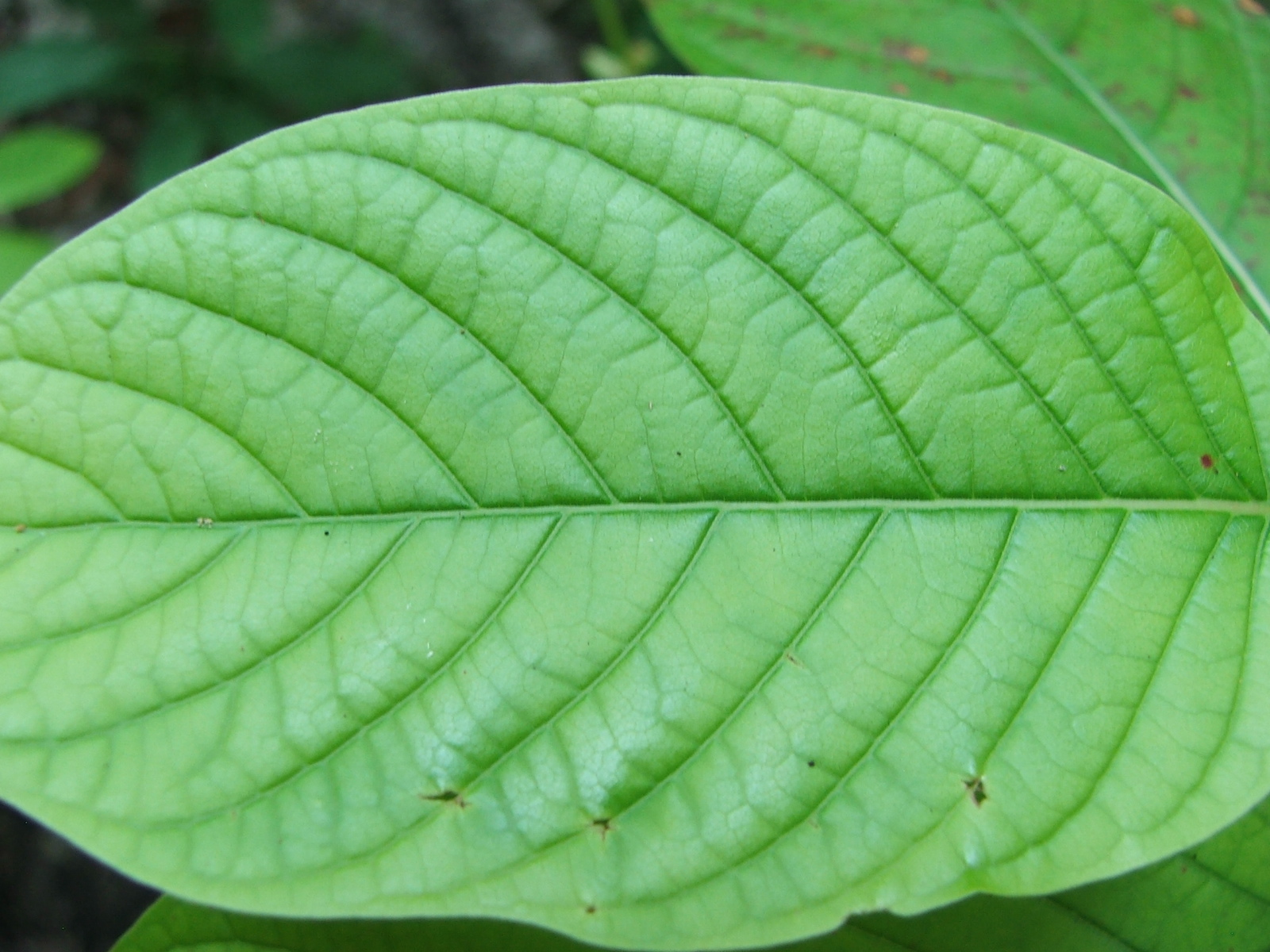
Detail listu variety s bledě zelenými žilkami
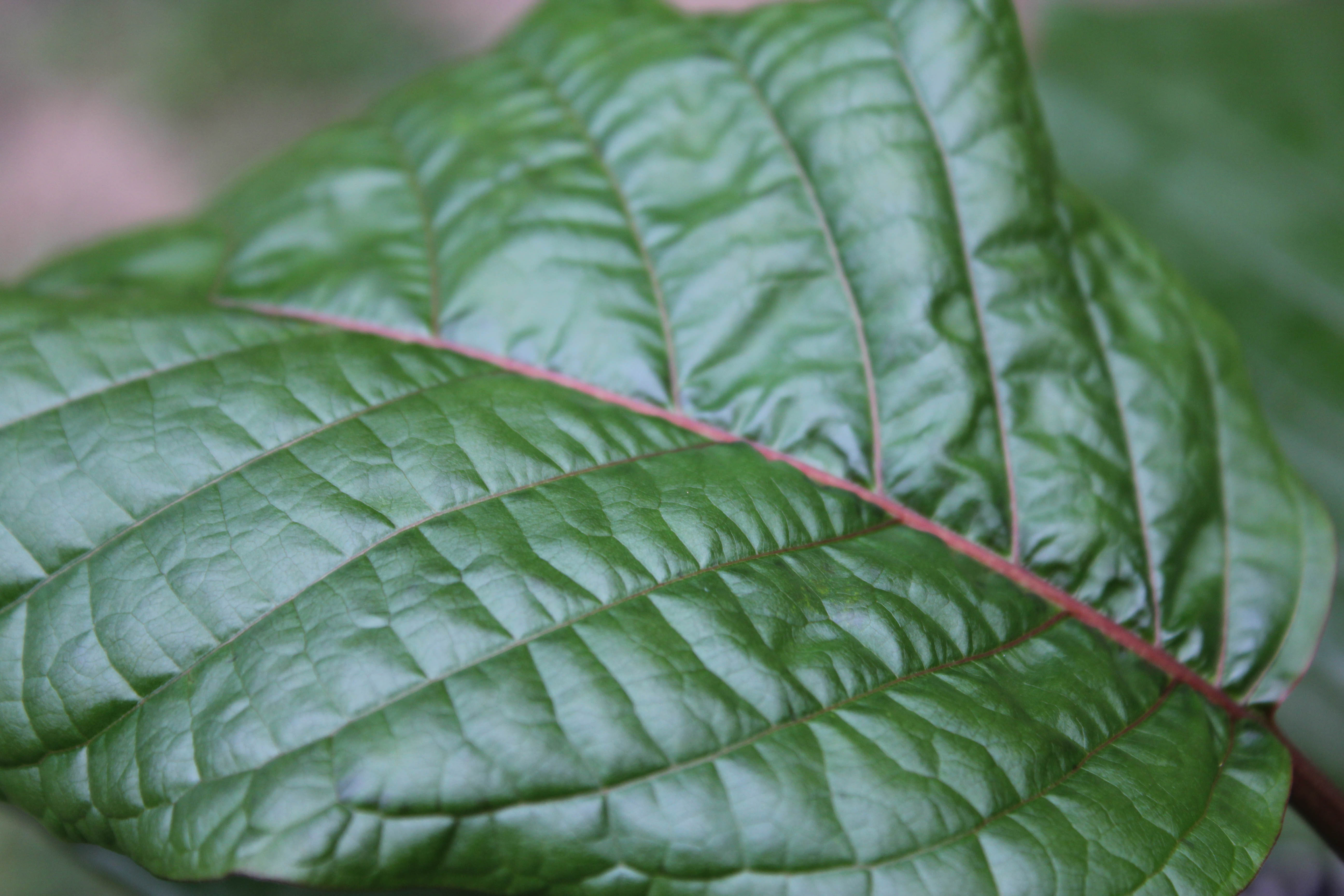
Detail listu variety s červenými žilkami

### Mitragynin
Mitragynin byl z rostliny poprvé izolován v roce 1921, jeho struktura pak byla plně objasněna v roce 1964. Sumární vzorec je C23H30N2O4, molekulová hmotnost 398,50 g/mol. Látka je nerozpustná ve vodě, rozpouští se však v organických rozpouštědlech, jako je aceton, kyselina octová, alkoholy, chloroform nebo ether. Má podobu bílých, amorfních zrn. V rostlině je přítomno v závislosti na stáří a původu několik stereoizomerů mitragyninu.
Fyziologický účinek mitragyninu spočívá ve vazbě na μ– a δ–opioidní receptory, na které se váže 13 x silněji než morfin.

### 7-Hydroxymitragynin
7-Hydroxymitragynin byl identifikován v roce 1993. V listech M. speciosa se nachází pouze v malém množství, které nepřesahuje 2 % z celkového obsahu alkaloidů. Látka je co do opioidního působení podstatně silnější než mitragynin. Účinek tlumení bolesti je 40× silnější než u mitragyninu a 10× silnější než u morfinu. Látka se váže na μ–opioidní receptory, a to 4 × silněji než mitragynin. Pro farmaceutickou výrobu lze jako prekurzor použít mitragynin. Pro plnou chemickou syntézu je chemická struktura této látky příliš komplikovaná.

### Pseudoindoxyl mitragyninu
Pseudoindoxyl mitragyninu je třetím nejdůležitějším alkaloidem v kratomu. Jedná s o látku s asi 3× vyšší analgetickou účinností než morfium o stejné hmotnosti. Při stejném snížení bolesti ale vyvolává menší respirační depresi a méně tlumí peristaltiku (menší riziko zácpy). Pro svůj výhodný farmakologický profil je zkoumán jako potenciální lék proti bolesti.

## Využití a účinky
Kratom obsahuje přes 40 alkaloidů, což jsou organické sloučeniny obsahující dusík. Tyto látky primárně působí vazbou na opioidní receptory na neuronech, kde stimulují signální mechanismy zahrnující aktivaci G proteinů. Kratom má u lidí dvojí účinek – může působit jako stimulant, nebo naopak sedativně. Výzkumy ukázaly, že užívání kratomu je nejčastější mezi bělochy střední třídy žijícími na předměstích, přičemž vyšší pravděpodobnost užívání byla zaznamenána také u osob s historií zneužívání opioidů.
Kratom se ve Spojených státech využívá z různých důvodů, mezi které patří léčba chronické bolesti, deprese a úzkosti. Uživatelé, kteří kratom užívají za těmito účely, obvykle konzumují denní dávky 1–3 gramů, přičemž kratom je nejčastěji ve formě prášku uzavřeného do kapslí. Další významné využití spočívá v léčbě příznaků spojených s odvykáním opioidů, protože kratom se váže na některé stejné receptory jako opioidy.Zatímco u domorodých lidí se listy Mitragyna speciosa žvýkají, v západním světě se často prodávají listy už drcené na jemný prášek, který se požívá vmícháním do pití. Při nižších dávkách (2 - 5g) vyvolává kratom euforické stimulující účinky srovnatelné s kokou. Ve vyšších dávkách nad 5g vyvolává účinky podobné opioidům, tedy silně tlumí bolest. Nástup účinků obvykle začíná během pěti až deseti minut a trvá dvě až pět hodin. Mezi nejčastější pozitivní účinky kratomu patří zvýšená pracovní kapacita, bdělost, upovídanost, družnost, zvýšená sexuální touha, pozitivní nálada a euforie. 
Současný výzkum se zaměřuje na farmakokinetické a farmakodynamické vlastnosti kratomu, jeho potenciální terapeutické využití, nežádoucí účinky spojené s užíváním a na případové studie pacientů, kteří kratom užívají. Tento přístup přispívá k lepšímu pochopení trendů v užívání kratomu a jeho potenciálních zdravotních přínosů i rizik.
Pokusy na zvířatech zatím prokázaly možné antidepresivní a analgetické účinky, které však nebyly dokázány na lidech. Samotný kratom není na seznamu schválených léčiv EMA.

## Pěstování
V Thajsku je kratom pěstován především na jihu a v centrální části země, na severu se kratom pěstuje pouze ojediněle. Kratom je rostlina, o jejímž pěstování se toho prozatím moc neví. Jelikož se jedná o vytrvalou tropickou rostlinu, potřebuje především vlhkou a humusovitou půdu. Pokud je pěstovaná mimo deštné pralesy, je třeba si uvědomit, že je citlivá na mráz a chladnější počasí by ji mohlo zahubit. Listy kratomu se sbírají na podzim, kdy jsou nejúčinnější. Kratom pěstovaný v chladném prostředí má slabé listy, a tím pádem i slabší účinky.

### Nejlepší lokality na pěstování kratomu
- Borneo,
- Malajsie,
- Vietnam,
- Thajsko a také z částí Číny.

V těchto zemích sice roste přirozeně, ale daří se mu i v oblastech s vysokou vlhkostí a srážkami, jako jsou například bujné deštné pralesy v Indonésii. Zde v Indonésii lze kratomové stromy nalézt v blízkosti řek, rybníků a dalších vodních ploch, kde je vlhkost vyšší než obvykle. Je třeba poznamenat, že ne všechny druhy kratomu se vyskytují ve všech regionech - v různých oblastech se vyskytují různé odrůdy s jedinečnými účinky.

## Praktiky pěstování kratomu v Indonésii
Při pěstování kratomu musí být zajištěna kontrola kvality. Počínaje při sběru listů kratomu z divokých stromů nebo při jejich pěstování na farmách, musí být v průběhu celého výrobního procesu dodržovány přísné protokoly. V Indonésii se farmáři při sklizni řídí konkrétními pokyny stanovenými vládou. Ty zahrnují vše od sekání pouze zralých listů až po vyřazení všech příliš mladých nebo při zpracování poškozených listů. Kromě toho musí všechny sklizené listy před zabalením do obalů určených k prodeji projít procesem sušení, aby se zabránilo plesnivění nebo napadení hmyzem či jinými škůdci.

## Druhy a odrůdy
V komerčním světě se často mluví o "kmenech" kratomu, jenž každý má jiné účinky na lidskou psychiku. Bílý kratom by dle všeho měl být nejvíce stimulující, často tak přirovnáván k vysokým hladinám kofeinu. Zelený kratom by neměl být tak stimulující jako bílý kmen, ale zato má prvky mírné stimulace s pocitem relaxace. Červený kratom by měl být ze všech "kmenů" nejméně stimulující a být spíše relaxační a uspávací. Prodejci se tak často vymlouvají na obsah jiného počtu alkaloidů v různých kmenech. Tato tvrzení bývají mnohokrát kontroverzní, neboť jsou označována za podvod, který je prodejci vymyšlen z komerčního hlediska. Ve skutečnosti by tedy měl existovat jen jeden "kmen" kratomu a to zelený - mírná stimulace s prvky euforie, motivací a pracovitostí.
Podle studie z roku 2023, jež zkoumala pravost kmenů kratomu a jejich odlišných vlivů na psychiku, našla opravdové shody s tím, jaké mají kmeny efekty na člověka. Podle výsledků je bílý kratom nejvíce stimulující, u zeleného převládá mírná stimulace a červený nevykazuje žádnou stimulaci a je spíše relaxační. Studie ale poukazuje na velké nedostatky při sestavování těchto tvrzení. Tím největším problémem bylo nepoužití placeba na polovinu respondentů, takže nelze posoudit, zda rozlišnosti mezi "kmeny" jsou pravé či pouze silné placebo vyvolané komerčním děním. Taktéž se podle vzorků nedokázaly najít obsahově rozlišné stránky alkaloidů v různých kmenech kratomu, jak tvrdí prodejci. Studie ale také tvrdí, že na různé efekty kmenů můžou mít vliv minoritní alkaloidy, které zatím nebyly zkoumány.
Ačkoliv tedy byly nalezeny rozdíly mezi kmeny kratomu a jejich jiným vlivem na člověka, studie na toto tvrzení mohou mít však stále některé nedostatky.

## Kratom ve světě
Díky účinkům je kratom oblíbený snad po celém světě. Zajímavé je, že například v Thajsku se smí pěstovat pouze za účelem exportu, nikoli konzumace. Státy Evropské unie přistupují ke kratomu rozdílně. Například Polsko řadí kratom na pozici tvrdých drog. V Německu, Rakousku nebo Itálii je kratom nepovolený, naopak ve Španělsku se prodává v obchodech naprosto bez problémů. Jelikož se zákony stále novelizují, je při cestování s kratomem potřeba ověřit platnou legislativu v cílové zemi.[zdroj?] V České republice se regulace kratomu připravuje. V červenci 2023 vláda kratom nezapsala na seznam zakázaných látek, chystá ale legislativu na omezení jeho prodeje (např. úplný zákaz prodeje nezletilým osobám). V květnu 2024 prošel zákon o psychomodulačních látkách, který by měl od ledna 2025 látku legalizovat. Její prodej by byl ovšem přísně regulován.
Od března 2019 je kratom oficiálně zakázán v Indonésii pro konzumaci a výrobu koncového produktu. Export prášků a drcených listů zůstal bez postihu. V USA je postoj jednotlivých států rozdílný, nebezpečnost kratomu je předmětem diskusí.

## Užívání kratomu
V posledních letech se dostal do většího povědomí zejména mezi pacienty léčící se se závislostí na opioidech jako alternativa k medikamentózní léčbě. Uživatelé kratomu buď žvýkají syrové listy rostliny, pijí extrakt z převařených listů nebo usušené listy kouří. Kratom je užíván několika způsoby:
- jako substituce opia při léčbě závislosti
- ke zmírnění abstinenčních příznaků po vysazení jiných opioidů,
- k úlevě od bolesti, průjmu, kašle, úzkostí, deprese
- v závislosti na "druhu" ke zvýšení výdrže, energie, kreativity, soustředění, sportovního či pracovního výkonu, ke zlepšení kvality spánku, sociálního cítění apod.

Tento návrh vedl k odporu veřejnosti, vědců a zákonodárců. Po této vlně nevole DEA svůj návrh odložila, ale kratom dále nese označení „drug of concern“ (neregulovaná, ale představující riziko při zneužití). V několika státech USA je nezákonné kratom držet a užívat (Alabama, Arkansas, Indiana, Tennessee, Vermont a Wisconsin). Zakázán je dále v Malajsii a kontrolován v mnoha zemích Evropské unie.

## Nutriční hodnoty kratomu
Kratom (Mitragyna speciosa) není z hlediska legislativy běžně konzumován jako potravina, ale analýzy sušených listů ukázaly, že obsahují velmi malé množství makronutrientů. Např. jedna čajová lžička prášku (cca 2 g) poskytuje přibližně 7,4 kcal, 1,5 g sacharidů, 0,2 g bílkovin a méně než 0,1 g tuků.  Mineralogický profil těchto 2 g zahrnuje asi 13 mg vápníku, 18,5 mg draslíku a 0,5 mg železa. Obsah vlákniny není přesně stanoven, ale jako plantové suroviny se očekává, že má podíl vláknité složky. Dá se shrnout, že kratom obsahuje stopová množství makro i mikronutrientů, které na běžné dietě nemají významný dopad.[zdroj⁠?!]

## Zdravotní rizika
Kratom by se neměl kombinovat s žádnými léky a látkami, především s těmi, které obsahují yohimbin, kokain, amfetamin a kofein. Kratom nelze kombinovat s léky na nervovou soustavu a s alkoholem. Další zakázanou kombinací je kratom a inhibitory MAO[zdroj?] – syrská routa (Peganum harmala, Harmala), Banisteriopsis caapi (Ayahuasca), mučenka pletní (Passioflora incarnata), Bujarník johimbe (Corynthe yohimbe) a s antidepresivy.
Kratom by neměly užívat těhotné a kojící ženy, může též představovat zdravotní rizika pro osoby trpící vysokým tlakem (zvyšuje tlak). Po požití kratomu se nesmí užívat těžká technika, řídít motorová vozidla a vykonávat jinou nebezpečnou činnost.
Nedoporučuje se konzumovat kratom denně, případně jen po omezenou dobu 1–3 týdnů. Při dlouhodobějším intenzivním užívání 5 a více gramů denně může kratom představovat nepřiměřenou zátěž organismu a způsobit silnou zácpu.[zdroj?]
Kratom je silně návyková opioidní droga. Při delším užívání vzniká silná fyzická i psychická závislost. Abstinenční příznaky jsou podobné abstinenčním příznakům po vysazení běžných opiátů a objevují se už od několika málo hodin po poslední dávce.[zdroj?] Typicky vymizí během týdne, při pomalém vysazování se dají zmírnit. Příznaky bývají znatelně mírnější než u látek typu heroin, obsahují silné svalové křeči především v oblasti stehen, rukou a břicha, hypertenzi, průjem, depresi, silnou únavu, nespavost, bolest hlavy, může se objevit zvracení.
Při léčbě závislosti se užívá, například v pražských Bohnicích, jako substituce lék Subuxon obsahující látku Buprenorfin. Příznaky trvají okolo jednoho až dvou týdnů, pak mizejí.[zdroj?]
Některé zdroje uvádějí souvislost užívání kratomu s psychózou, různými záchvaty, intrahepatální cholestázu, arytmií, komatem nebo smrtí.